# Ян Мирослав Касьян
Ян Миро́слав Ка́сьян (пол. Jan Mirosław Kasjan, 9 липня 1933, Журомін, нині Цеханувського воєводства, Польща — 21 квітня 2010, Торунь) — польський письменник, фольклорист, літературознавець. Професор.

## Життєпис
Дитячі роки минули в місті Чортків (1939—1945).
Закінчив університет у місті Торунь (1955, Польща), працював у цьому ВНЗ.
Автор збірок поезій, перекладів.
Досліджує український фольклор, польсько-українські літературно-фольклорні зв'язки. Видав антологію української фольклорної прози, розвідки, присвячені прозі Тараса Шевченка.
Польською мовою переклав низку поезій Ростислава Братуня, Євгена Гребінки, Олександра Олеся, Юрія Федьковича та ін.